# Bdelyrus parvus
Bdelyrus parvus är en skalbaggsart som beskrevs av Cook 1998. Bdelyrus parvus ingår i släktet Bdelyrus och familjen bladhorningar. Inga underarter finns listade.